# Etilmorfina

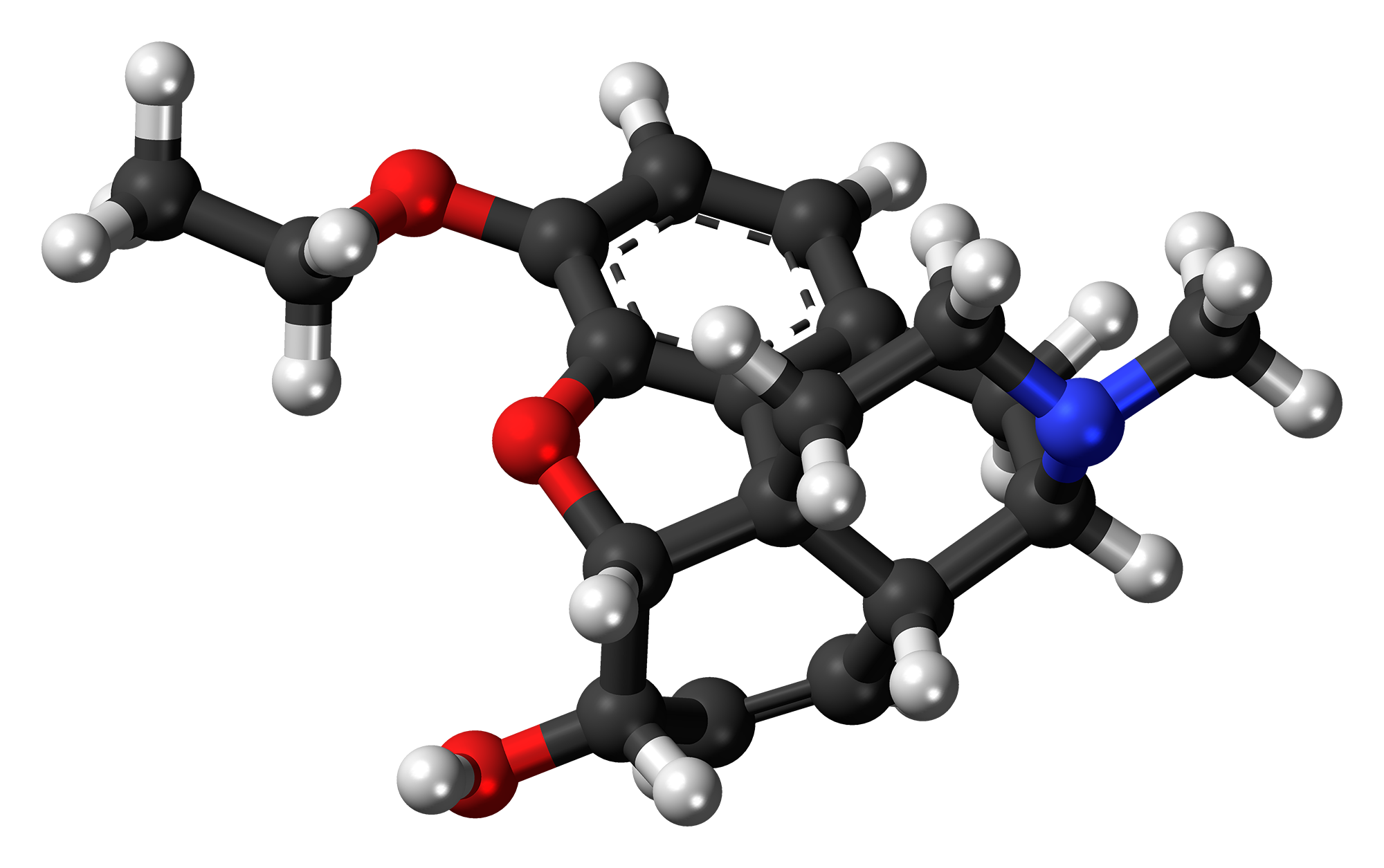
Modelo molecular da etilmorfina

A etilmorfina (também conhecida como codetilina, dionina) é um analgésico opióide e antitússico.

## Efeitos colaterais
Os efeitos adversos são semelhantes a outros opióides e incluem sonolência, constipação, vertigem, náusea, vômito e depressão respiratória. As contra-indicações incluem asma, insuficiência respiratória e idade inferior a 8 anos. A etilmorfina pode afetar a capacidade do usuário de dirigir e operar máquinas pesadas e pode causar dependência química em altas doses.

## Sociedade e cultura
A etilmorfina foi comercializada pela primeira vez na França em 1953 por Houde, e na Noruega e Espanha em 1960.